# Istočni Drvar
Istočni Drvar je jedna od najmlađih i najmalobrojnijih bosanskohercegovačkih općina, a pripada Republici Srpskoj. Prije rata u Bosni i Hercegovini bila je dio općine Drvar.

## Stanovništvo
| Stanovništvo općine Istočni Drvar |              |
| godina popisa                     | 2013.        |
| Srbi                              | 78 (98,73 %) |
| Hrvati                            | 1 (1,27 %)   |
| Bošnjaci                          | 0            |
| ostali i nepoznato                | 0            |
| ukupno                            | 79           |

## Naseljena mjesta
Općinu Istočni Drvar sačinjavaju sljedeća naseljena mjesta:
Potoci, 
Srnetica i 
Uvala. 
Navedena naseljena mjesta su do potpisivanja Daytonskog mirovnog sporazuma bila u sastavu općine Drvar koja je ušla u sastav Federacije BiH.

## Povijest
Naselje Potoci, danas sjedište općine, nastalo je još krajem 19. i početkom 20. stoljeća, kao radničko i željezničko čvorište. Nekada je imalo između tri tisuće do 3,5 tisuće stanovnika, i bilo je to mjesto s uređenom infrastrukturom, školom, poštom, ambulantom, vodovodnom mrežom, prodavaonicama, kino-salom...

## Gospodarstvo
Ovo je općina koja ima deset puta više zaposlenih nego što ima stanovnika, što govori o velikom privrednom potencijalu. Kao šumom bogato područje, Potoci predstavljaju posebnu teritorijalnu organizaciju, ne samo u Republici Srpskoj, nego i u regiji. Urađeno je preko tri i pol kilometra asfaltne ceste.  Izgrađen je vodovod Srnetica – Potoci u dužini od 11.000 m i dovedena pitka voda, a sada je u fazi izgradnje distribucijske vodovodne mreže za sva naselja. Također je izvršena sanacija postojećih izvorišta, a programom je planirano jamčiti veće rezerve vode izgradnjom spremnika s većim kapacitetima za čuvanje vode koja bi se koristila u sušnom razdoblju. Na području općine izvršena je samofinanciranjem elektrifikacija i doveden je dalekovod 10/20kV. U planu je izraditi projektnu dokumentaciju s dovođenje električne energije od Uvale do Srnetice. Kanalizacijska mreža za otpadne i oborinske vode nije napravljena, ali postoji projektna dokumentacija i planira se raditi kada se zajamče financijska sredstva. Zbrinjavanje čvrstog otpada se rješava u skladu sa zakonskim propisima, iako se odlaže na privremene deponije. Brzoglasna mreža funkcionira preko SLL mreže (pokretne telefonije )

## Šport
FK Borac Istočni Drvar se natječe u Četvrtoj ligi Republike Srpske, petom rangu bosanskohercegovačkog nogometnog sustava.